# Damals in Paris (Film)
Damals in Paris ist ein US-amerikanischer Liebesfilm von Regisseur Richard Brooks aus dem Jahr 1954. Der englische Originaltitel The Last Time I Saw Paris ist der Titel einer Komposition von Oscar Hammerstein II und Jerome Kern aus dem Jahr 1941, ursprünglich für den Film Lady, Be Good geschrieben. Die Melodie wurde für Damals in Paris als Soundtrack verwendet.
Die Handlung der Romanze beruht auf der Kurzgeschichte von F. Scott Fitzgerald mit dem Titel Babylon Revisited.

## Handlung
Der Reporter Charles Wills lernt bei den Feierlichkeiten zum Kriegsende in Paris die junge Marion kennen und wird von ihr zu einer Privatparty eingeladen. Dort trifft er auf deren Schwester Helen und es stellt sich heraus, dass sich die beiden zuvor bereits in der Stadt gesehen und in der Euphorie geküsst hatten. Marion, die sich sichtlich zu Charles hingezogen fühlt, ist auf ihre Schwester eifersüchtig, zumal diese Charles sogleich um ihren Finger wickelt.
Kurze Zeit später heiraten Charles und Helen, die beiden wohnen fortan weiterhin im Hause von Helens Vater. Marion hingegen zieht nach ihrer eigenen Heirat zu ihrem Mann.
Charles und Helen sind immer knapp bei Kasse: Helens Vater hat kein regelmäßiges Einkommen, sondern vertreibt sich die Zeit mit verschiedenen Glücksspielen. Charles muss mit seiner Tätigkeit als Reporter bei der Armeezeitung Stars and Stripes seinen Schwiegervater und den exzessiven Lebensstil seiner Frau finanzieren. Diese genießt das Leben in vollen Zügen, geht auf Partys und bezirzt mit ihrer Attraktivität viele Männer. Dadurch erhält sie immer wieder verschiedene Geschenke in Form von Lebensmitteln, die in der Nachkriegszeit immer noch knapp sind.
Ein plötzlicher Profit aus vor Jahren gekauften Ölfeldern in Texas räumt sämtliche finanziellen Sorgen der Familie aus dem Weg. Auch nach der Geburt ihrer Tochter Victoria, genannt „Vicky“, setzt Helen ihr ausgeprägtes Gesellschaftsleben fort, während Charles versucht, als Reporter und Schriftsteller Fuß zu fassen. Doch bei einer Beförderung wird er übergangen, auch ein Manuskript wird von den Verlagen zurückgewiesen. Die Beziehung des Paares wird dadurch zunehmend belastet, auch Charles’ Wunsch, in die Vereinigten Staaten zu ziehen und ein geregeltes Leben zu führen, passt nicht zum Partyleben seiner Frau.
Charles langweilt sich und verfällt zunehmend dem Alkohol. Als seine Frau eines Abends im strömenden Regen vor der Haustüre steht, liegt er betrunken im Wohnzimmer und hört ihr Klopfen nicht. Daraufhin wird Helen schwer krank und die Ärzte ringen um ihr Leben. Während sie sich mit Charles versöhnt müssen beide feststellen, dass ihr Leben nicht mehr so unbeschwert ist wie damals kurz nach dem Krieg. Schließlich verliert Helen den Kampf um ihr Leben, und Charles verlässt schuldbewusst die Stadt. Seine Tochter wächst bei Marion auf.
Jahre später kehrt er zurück und denkt zurück an die Zeit damals in Paris. Er erkennt, dass ihn die Trennung von Vicky noch einsamer gemacht hat und möchte das Mädchen mit nach Amerika nehmen. Marion verweigert ihm dies zunächst, sie ist nach all den Jahren immer noch gekränkt, dass Charles damals Helen ihr vorgezogen hat. Sie springt jedoch schließlich über ihren Schatten und lässt das Mädchen mit ihm gehen.

## Kritiken
Der Film erhielt gemischte Kritiken. Bezeichnungen wie „überraschende Vitalität“ und „solide Vorstellung“ stehen negativeren Stimmen wie „gezwungenes Spiel“ gegenüber.

„Elegisches Gefühls-Kino von gestern.“

„Zeit- und Milieukolorit werten den glatten, melodramatischen Unterhaltungsfilm auf.“

## Synchronisation
| Rolle                   | Darsteller       | Synchronsprecher      |
| ----------------------- | ---------------- | --------------------- |
| Helen Ellswirth/Wills   | Elizabeth Taylor | Marion Degler         |
| Charles Wills           | Van Johnson      | Peter Schiff          |
| James Ellswirth         | Walter Pidgeon   | Siegfried Schürenberg |
| Marion Ellswirth/Matine | Donna Reed       | Tilly Lauenstein      |
| Paul Lane               | Roger Moore      | Wolfgang Spier        |
| Maurice                 | Kurt Kasznar     | Alfred Balthoff       |
| Mrs. Lorraine Quarl     | Eva Gabor        | Herta Kravina         |
| Claude Matine           | George Dolenz    | Hans Caninenberg      |
| Barney                  | Peter Leeds      | Fritz Tillmann        |

Der Film wurde 1955 vom MGM Synchronisations-Atelier in Berlin synchronisiert. 